# Moon Studios
Moon Studios GmbH é uma desenvolvedora de jogos eletrônicos austríaca fundada em 2010 e sediada em Viena. Eles são mais conhecidos por seu título de 2015 Ori and the Blind Forest, pelo qual o estúdio recebeu o prêmio de Melhor Estreia no Game Developers Choice Awards 2016.
Em 2011, a Moon Studios assinou um contrato de desenvolvimento e distribuição com a Microsoft Game Studios para Ori and the Blind Forest. Na E3 2017, eles anunciaram uma sequência, Ori and the Will of the Wisps, lançada para o Xbox One e Windows 10 em 10 de março de 2020. A empresa também está trabalhando em um jogo de RPG de ação.